# Coldcut

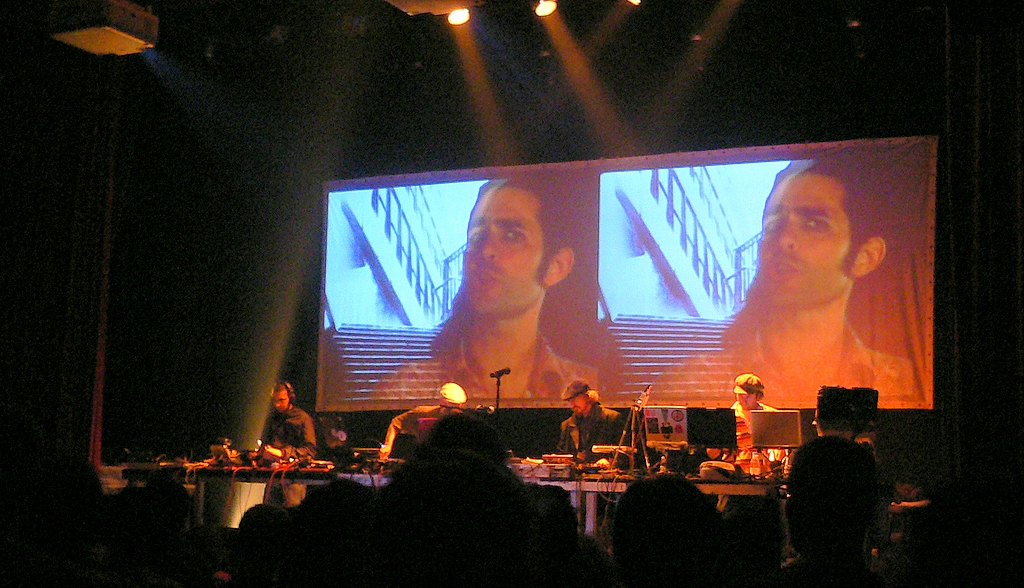
Coldcut live (2006)

Coldcut ist ein 1987 von Matt Black und Jonathan More in London, Großbritannien gegründetes Musik- und Multimedia-Produzentenduo.
Mit ihrem im Jänner 1987 veröffentlichten, im Cut-Up-Stil produzierten Track Say Kids gelten sie als Pioniere des Turntablism. Größere Bekanntheit erlangten sie im Oktober 1987 durch ihren Remix Paid In Full (Seven Minutes Of Madness – The Coldcut Remix) von Eric B. & Rakim. Die Produktion belegte Platz 15 der UK-Top-40-Charts und gilt als erste Platzierung eines Remix in der Hitparade.
1988 folgte der Durchbruch mit dem Yazz-Track The Only Way Is Up. Er belegte fünf Wochen die Spitze der UK-Charts. 1990 gründete Coldcut das Musiklabel Ninja Tune. Es galt als federführend für die Musikstile Trip-Hop und Neo-Jazz.

## Bandgeschichte
Ihre kommerziell erfolgreichsten Singles waren ihr UK-Top-10-Hit Doctorin’ the House und The Only Way is Up (als „The Plastic Population“) mit Yazz sowie People Hold On und My Telephone mit Lisa Stansfield. Ihr Remix von Paid in Full von Eric B. & Rakim wurde aufgrund des Samples Ofra Hazas Im Nin’alu zu einem Welthit.
In den 1990er und frühen 2000er Jahren waren sie gemeinsam mit den DJs PC und Strictly Kev auch Mitglieder des Musikprojektes DJ Food.
Das Coldcut-Team arbeitete auch mit Sister Bliss zusammen und gründete das Label Ninja Tune. Noch heute sind Black und More gefragte DJs.
Eine instrumentale Version von Walk a Mile in My Shoes wurde in Werbeclips des Mobilfunkanbieters O2 verwendet und ist aktuell immer noch in der Warteschleife zu hören.
2020 veröffentlichten Coldcut Musik mit dem Afro-Funk-Projekt Keleketla!, das sie mit überwiegend südafrikanischen Musikern gegründet hatten. An ihm waren außerdem britische Jazz-Musiker wie Shabaka Hutchings und der nigerianische Schlagzeuger Tony Allen beteiligt.

## Diskografie

### Studioalben
| Jahr | Titel Musiklabel                       | Höchstplatzierung, Gesamtwochen, AuszeichnungChartplatzierungen (Jahr, Titel, Musiklabel, Platzierungen, Wochen, Auszeichnungen, Anmerkungen) | Höchstplatzierung, Gesamtwochen, AuszeichnungChartplatzierungen (Jahr, Titel, Musiklabel, Platzierungen, Wochen, Auszeichnungen, Anmerkungen) | Anmerkungen                             |
| Jahr | Titel Musiklabel                       | DE | UK | Anmerkungen                             |
| ---- | -------------------------------------- | --- | --- | --------------------------------------- |
| 1989 | What’s That Noise? Ahead of Our Time 1 | DE37 (9 Wo.)DE | UK20 Silber · (4 Wo.)UK | Erstveröffentlichung: 17. April 1989    |
| 1997 | Let Us Play! Ninja Tune 30             | — | UK33 (2 Wo.)UK | Erstveröffentlichung: 8. September 1997 |

Weitere Studioalben
- 1990: Some Like It Cold (Ahead of Our Time 2)
- 1990: Zen Brakes (als Bogus Order; Ninja Tune 1)
- 1993: Philosophy (Ninja Tune 12)
- 1999: Let Us Replay! (Ninja Tune 39)
- 2006: Sound Mirrors (Ninja Tune 115)
- 2017: Outside the Echo Chamber (als Coldcut x On-U Sound, mit Adrian Sherwood; Ahead of Our Time 015)
- 2017: Zen Brakes Vol. 2 (als Bogus Order; Ninja Tune 1; Ahead of Our Time 016)

### Livealben
- 2006: Live at the Big Chill 2006 (Ninja Tune)

### Kompilationen
- 1997: Untitled (White Label)
- 2004: People Hold On: The Best of Coldcut (BMG UK & Ireland)
- 2004: Life:Styles (Compiled by Coldcut) (2 LPs; Harmlessd)
- 2009: Select Ninja Tune Instrumentals (2 CDs; Ninja Tune Licensing Sampler)

### EPs
- 1990: Da Sound of Zen EP (als Bogus Order; Ninja Tune 1201)
- 1991: The Jungle Tekno EP (als Euphoreal; Ninja Tune 1205)
- 2016: The Bullnose Step EP (als Bogus Order; Ahead of Our Time 12005)
- 2016: Only Heaven (feat. Roots Manuva)

### Singles
| Jahr | Titel Album                               | Höchstplatzierung, Gesamtwochen, AuszeichnungChartplatzierungen (Jahr, Titel, Album, Platzierungen, Wochen, Auszeichnungen, Anmerkungen) | Höchstplatzierung, Gesamtwochen, AuszeichnungChartplatzierungen (Jahr, Titel, Album, Platzierungen, Wochen, Auszeichnungen, Anmerkungen) | Höchstplatzierung, Gesamtwochen, AuszeichnungChartplatzierungen (Jahr, Titel, Album, Platzierungen, Wochen, Auszeichnungen, Anmerkungen) | Höchstplatzierung, Gesamtwochen, AuszeichnungChartplatzierungen (Jahr, Titel, Album, Platzierungen, Wochen, Auszeichnungen, Anmerkungen) | Anmerkungen |
| Jahr | Titel Album                               | DE | CH | UK | Dance | Anmerkungen |
| ---- | ----------------------------------------- | --- | --- | --- | --- | --- |
| 1987 | Doctorin’ the House What’s That Noise?    | DE11 (14 Wo.)DE | CH4 (12 Wo.)CH | UK6 (8 Wo.)UK | Dance3 (10 Wo.)Dance | Erstveröffentlichung: 8. Februar 1988 feat. Yazz and the Plastic Population Autoren: Jonathan More, Matt Black                              |
| 1988 | Stop This Crazy Thing What’s That Noise?  | DE28 (10 Wo.)DE | CH19 (7 Wo.)CH | UK21 (7 Wo.)UK | Dance32 (4 Wo.)Dance | Erstveröffentlichung: 28. August 1988 feat. Junior Reid and the Ahead of Our Time Orchestra Autoren: Jonathan More, Matt Black, Junior Reid |
| 1989 | People Hold On What’s That Noise?         | DE24 (14 Wo.)DE | — | UK11 (9 Wo.)UK | Dance6 (13 Wo.)Dance | Erstveröffentlichung: 21. Januar 1989 feat. Lisa Stansfield Autoren: Jonathan More, Matt Black, Lisa Stansfield                             |
| 1989 | My Telephone What’s That Noise?           | DE62 (6 Wo.)DE | — | UK52 (2 Wo.)UK | — | Erstveröffentlichung: 22. Mai 1989 Autoren: Jonathan More, Matt Black, Lisa Stansfield, Andy Morris, Ian Devaney, Tim Parry                 |
| 1989 | Coldcut’s Christmas Break –               | — | — | UK67 (3 Wo.)UK | — | Erstveröffentlichung: 4. Dezember 1989 Autoren: Jonathan More, Matt Black                                                                   |
| 1990 | Find a Way Some Like It Cold              | — | — | UK52 (2 Wo.)UK | — | Erstveröffentlichung: 14. Mai 1990 feat. Queen Latifah Autoren: Jonathan More, Matt Black, Dana Owens                                       |
| 1993 | Dreamer Philosophy                        | — | — | UK54 (2 Wo.)UK | — | Erstveröffentlichung: 22. August 1993 Autoren: Jonathan More, Matt Black, Greg Goldman, Jimmy Jam, Terry Lewis                              |
| 1994 | Autumn Leaves Philosophy                  | — | — | UK50 (3 Wo.)UK | — | Erstveröffentlichung: 10. Januar 1994 Gesang: Janis Alexander Autoren: Joseph Kosma, Jacques Prévert Original: Yves Montand, 1946           |
| 1997 | More Beats & Pieces Let Us Play!          | — | — | UK37 (2 Wo.)UK | — | Erstveröffentlichung: 4. August 1997 Human Beatbox: Midrange aka X Possee Autoren: Jonathan More, Matt Black, Kevin Foakes                  |
| 1998 | Timber Let Us Play!                       | — | — | UK86 (1 Wo.)UK | — | Erstveröffentlichung: 21. Dezember 1997 mit Hexstatic Autoren: Jonathan More, Matt Black, Stuart Warren Hill                                |
| 2001 | Re:volution –                             | — | — | UK67 (1 Wo.)UK | — | Erstveröffentlichung: 4. Juni 2001 Autoren: Jonathan More, Matt Black                                                                       |
| 2005 | Everything Is Under Control Sound Mirrors | — | — | UK93 (1 Wo.)UK | — | Erstveröffentlichung: 14. November 2005 feat. Jon Spencer und Mike Ladd Autoren: Jonathan More, Matt Black, Jon Spencer, Mike Ladd          |
| 2006 | Man in a Garage Sound Mirrors             | — | — | UK95 (1 Wo.)UK | — | Erstveröffentlichung: 9. Januar 2006 Gesang: John Matthias Autoren: Jonathan More, Matt Black, John Matthias                                |
| 2006 | True Skool Sound Mirrors                  | — | — | UK61 (2 Wo.)UK | — | Erstveröffentlichung: 17. April 2006 feat. Roots Manuva Autoren: Jonathan More, Matt Black, Rodney Smith                                    |

Weitere Veröffentlichungen
- 1987: Say Kids
- 1987: Beats + Pieces (als Coldcut feat. Floormaster Squeeze)
- 1987: The Music Maker (als Matt Black & the Coldcut Crew)
- 1987: Beats + Pieces II (als Matt Black & the Coldcut Crew)
- 1988: Work Me / Kick Out the James (als God & the Prophets / Floormaster Squeeze)
- 1988: Acid Drops (als Acid Ant)
- 1989: Untitled
- 1989: Whats That Noise (White Label)
- 1990: Theme from „Reportage“
- 1990: Coldcut’ Megamix
- 1991: Return of Brother Zen / Do Your Own Thing (als Bogus Order)
- 1992: The Ride Has Just Begun (als Euphoreal)
- 1993: Gideon Dub (als Gideon)
- 1993: Believe (als Apple feat. Marvin Springer)
- 1996: Atomic Moog 2000 / Boot the System
- 1999: Cloned Again
- 1999: Noah’s Toilet / Rubaiyat (Remixe)
- 2005: Mr. Nichols
- 2006: Walk a Mile in My Shoes (feat. Robert Owens)
- 2006: Just for the Kick (Promo)
- 2016: Only Heaven (feat. Roots Manuva)
- 2016: Everyday Another Sanction (als Coldcut x On-U Sound feat. Chezidek)
- 2017: Divide and Rule (als Coldcut x On-U Sound feat. Lee Perry, Junior Reid und Elan)
- 2017: Vitals (als Coldcut x On-U Sound feat. Roots Manuva)
- 2017: Robbery (als Coldcut x On-U Sound feat. Rholin X)
- 2017: Kajra (als Coldcut x On-U Sound feat. Hamsika Iyer)

### Videoalben
- 2006: Sound Mirrors (Videos & Remixes) (CD + DVD; Ninja Tune)